# Tidra
Tidra (in lingua araba: تيدرة) è un'isola situata al largo della costa atlantica della Mauritania.
Lunga 29 chilometri e 8, è la più grande isola del Parco nazionale del banco di Arguin, di cui fa parte, nonché dell'intera nazione e ospita una comunità di pescatori della tribù Imraguen.

## Geografia
Le isole e gli isolotti vicini comprendono Nair a nord, Cheddid a sud-ovest e Kijji a ovest, la penisola (un tempo un'isola) di Serenni si trova a est insieme alla Mauritania continentale, la cui costa dista circa 2-3 km. Le città più vicine sulla terraferma sono Iwik a nord-est e Tessot a est.

## Storia
In epoca preistorica Tidra era collegata alla terraferma, fino a quando circa 6.000 anni fa l'innalzamento del livello del mare la separò definitivamente dal resto del continente africano.
Nel 1035 Abdallah ibn Yasin fondò sull'isola un ribāṭ (convento fortificato) che fu il luogo d'origine della futura dinastia almoravide.